# Dermatoxine
Een dermatoxine (van het Griekse woord voor de huid: derma) is een giftige stof (toxine), die de huid aantast. Na contact met de stof ontstaat necrose van de huid of het slijmvlies. Het zijn mogelijk negatieve bij-effecten van een medicatie maar het kunnen ook natuurlijke chemicaliën zijn of chemicaliën die gebruikt worden in laboratoria of de industrie.
De werking van een dermatoxine is sterk afhankelijk van de dosis, plaats van toediening, verspreidingssnelheid en gezondheid van de persoon.

## Dermatoxische stoffen
- T-2 toxine
- Sterigmatocystine